# Васильевский (муниципальный округ)
Васи́льевский — муниципальный округ № 8 в составе Василеостровского района Санкт-Петербурга.

## Границы округа
- От продолжения Среднего проспекта В. О. по оси реки Малой Невы до реки Смоленки,
- далее по оси реки Смоленки до Наличного моста,
- далее по оси Наличной улицы до улицы Беринга,
- далее по оси улицы Беринга до Малого проспекта В. О.,
- далее по оси Малого проспекта В. О. до 24-25-й линий В. О.,
- далее по оси 24-25-й линий В. О. до Среднего проспекта В. О.,

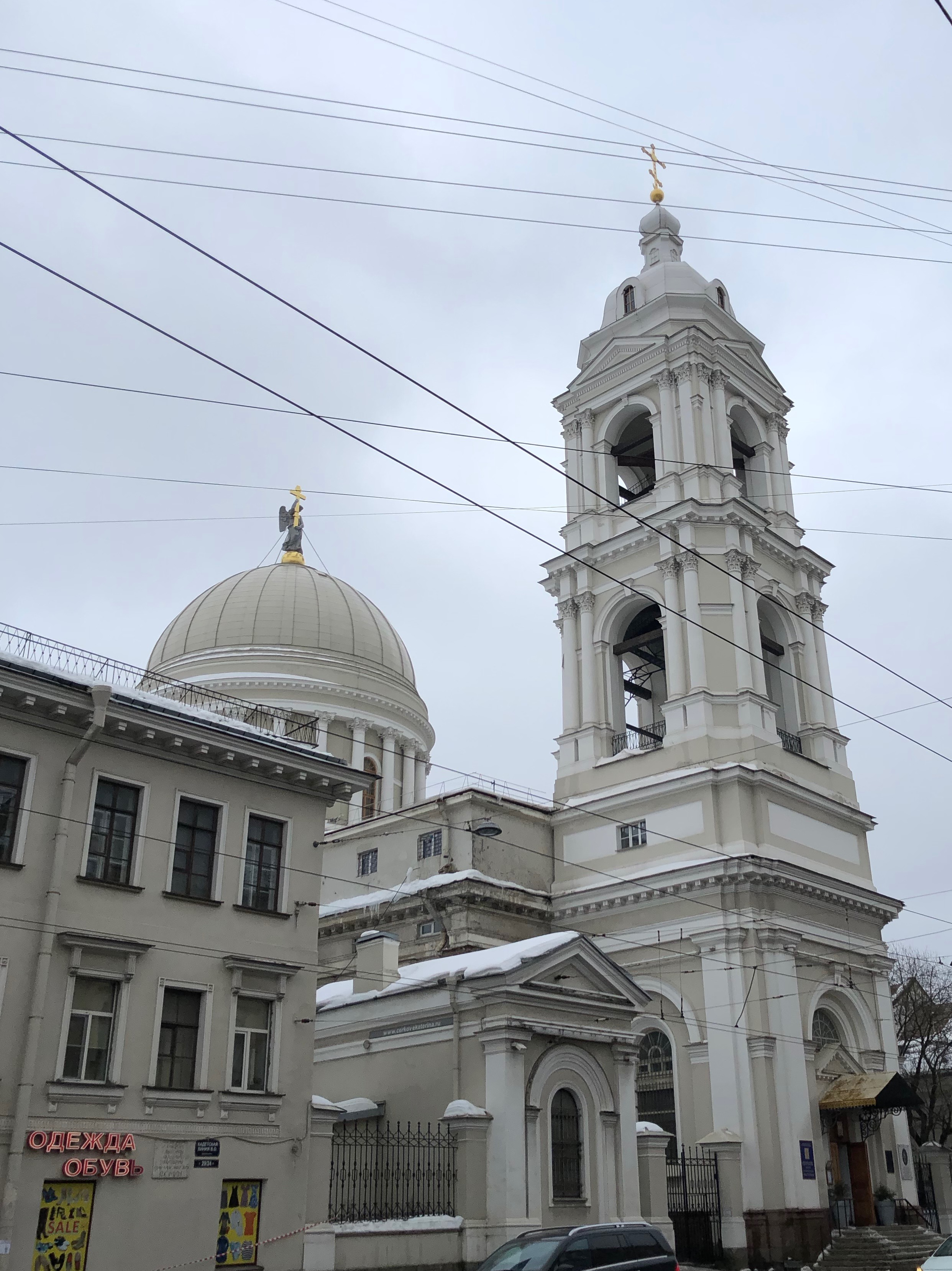
Екатерининская церковь

- Екатерининская церковьдалее по оси Среднего проспекта В. О. и её продолжению до оси реки Малой Невы.

## Население
| 2002    | 2010    | 2012    | 2013    | 2014    | 2015    | 2016    | 2017    | 2018    |
| ------- | ------- | ------- | ------- | ------- | ------- | ------- | ------- | ------- |
| 32 793  | ↘32 236 | ↗32 881 | ↗32 906 | ↗33 096 | ↗33 177 | ↘32 899 | ↗33 057 | ↗33 216 |
| 2019    | 2020    | 2021    | 2023    | 2025    |         |         |         |         |
| ↘33 139 | ↘33 067 | ↘31 964 | ↘31 585 | ↗31 937 |         |         |         |         |